# Карвонен, Вейкко
Вейкко Лео Карвонен (фин. Veikko Leo Karvonen; 5 января 1926 — 1 августа 2007) — финский легкоатлет, призёр Олимпийских игр, чемпион Европы.
Вейкко Карвонен родился в 1926 году в деревне Петяярви (ныне поселок Петровское Приозерского района Ленинградской области) коммуны Саккола. В 1950 году стал серебряным призёром чемпионата Европы. В 1952 году на Олимпийских играх в Хельсинки принял участие в соревнованиях по марафону, где финишировал 5-м. В 1954 году выиграл чемпионат Европы. В 1956 году на Олимпийских играх в Мельбурне завоевал бронзовую медаль в марафоне.